# Barrage de Kariba
Le barrage de Kariba est un barrage hydroélectrique situé dans les gorges de Kariba du bassin du Zambèze à la frontière entre la Zambie et le Zimbabwe. Il est l'un des plus grands barrages dans le monde. Il a une hauteur de 128 m et une longueur de 579 m. Il a été conçu par le cabinet d'ingénierie Coyne et Bellier (en) (Jean Martin responsable) et réalisé par le groupement d'entreprises italiennes mené par Impresit South Africa Ltd composé de Fiat Impresit, Girola, Lodigiani et Dott. Ing. Giuseppe Torno & C. SpA, entre 1955 et 1959. La fermeture du barrage a eu lieu le 2 décembre 1958, la date officielle du remplissage étant le 22 janvier 1959. La création du barrage a entraîné le déplacement de près de 57 000 personnes. La création du barrage a entraîné une détérioration significative de la situation économique de la population locale ainsi que de nombreux problèmes de santé.

## Étymologie
On estime que le nom de Kariba vient d’une déformation du mot Shona désignant un piège[réf. nécessaire]. Kariva est un petit piège et on pense que ceux qui voulaient construire le barrage voulurent expliquer la nature du projet à la population locale, en soulignant qu'ils voulaient construire un petit piège à eau - Kariva. Cependant, la prononciation complexe du «v» de Kariva par les constructeurs occidentaux produit un son un peu comme un 'b' d’où la création du nom Kariba.

## Histoire

### Choix de l'emplacement

Bassin du Zambèze

Le projet du barrage de Kariba fut proposé et mis en œuvre par le gouvernement de la fédération de Rhodésie et du Nyassaland, ou fédération d'Afrique centrale (FAC). Le FAC était un État semi-indépendant au sein du Commonwealth en Afrique australe qui exista de 1953 à la fin de 1963. Elle incluait les anciennes colonies britanniques autonomes de la Rhodésie du Nord et du Sud et l'ancien protectorat britannique du Nyassaland. La Rhodésie du Nord avait décidé plus tôt en 1953 (avant que la fédération ne fut fondée) de construire un barrage sur son territoire, sur la rivière Kafue, un important affluent du Zambèze. Il aurait été plus proche de la Copperbelt zambienne, qui avait besoin de plus de puissance. Cela aurait été un projet moins coûteux et moins grandiose, avec un impact environnemental moindre. La Rhodésie du Sud, le plus riche des trois, s'opposa à un barrage à Kafue et insista sur le fait que le barrage serait situé à Kariba. En outre, la capacité du barrage de Kafue aurait été beaucoup plus faible que celui à Kariba. Le barrage de Kariba est maintenant détenu et exploité par l'Autorité du fleuve Zambèze, qui est détenue à parité par le Zimbabwe et la Zambie.
Depuis l'indépendance de la Zambie, deux barrages ont été construits sur la rivière Kafue : le barrage de Kafue Gorge et le barrage d'Itezhi-Tezhi.

### Construction
Le barrage voûte en béton, en double courbure, fut construit entre 1955 et 1959 par le groupement « Impresit Kariba » mené par Fiat Impresit, une société italienne comprenant les entreprises Girola, Lodigiani et Ing. Torno & C. pour un coût de 135 000 000 US$ pour la première étape comprenant seulement la centrale hydroélectrique en caverne de Kariba Sud. La construction finale et l'ajout de la centrale en caverne de Kariba Nord par Mitchell Construction ne furent achevés qu'en 1977, principalement en raison de problèmes politiques, pour un coût total de 480 000 000 US$. 86 hommes perdirent la vie pendant la construction,.

### Réserve en eau et amélioration du potentiel hydroélectrique
Le 6 février 2008, la BBC rapporta que des fortes pluies pourraient conduire à des lâchers d'eau du barrage, ce qui obligerait 50 000 personnes en aval à évacuer. L'augmentation du niveau d’eau conduisit à l'ouverture des vannes en mars 2010, obligeant 130 000 personnes, qui vivaient dans la plaine inondable, à évacuer. On a alors craint que l'inondation ne s'étende au Mozambique voisin.
En 2008, des travaux pour ajouter 2 nouveaux groupes d'une puissance de 180 MW chacun commencent. Pour cela, Sinohydro, attributaire du contrat, doit agrandir la caverne par des tirs de mines. Pour protéger les groupes existants des projections, ils érigent un mur de bottes de paille. Le 18 septembre 2009, une étincelle d’un soudeur de Synohydro met le feu à la paille et à toute la centrale, tuant 3 personnes et en blessant 42,,. Les travaux se sont terminés en 2014. Une remise à niveau des quatre premiers groupes pour les porter à 180 MW chacun, effectuée par Alstom, se terminera en 2015. La puissance totale de la centrale électrique atteindra alors 1 080 MW.
Le lac Kariba, le réservoir créé par le barrage, s'étend sur 280 km. Il dispose d'une capacité de stockage de 180 km3.
Le 11 novembre 2013, Patrick Chinamasa, ministre des finances du Zimbabwe, annonça que la capacité à la centrale hydroélectrique de Kariba Sud au Zimbabwe serait augmentée de 300 mégawatts. Le coût de la remise à niveau de l'installation fut financé par un prêt de 319 millions de dollars octroyé par la Chine. L'accord est le résultat de la politique « Se tourner vers l’Est » qui avait été adoptée par le Zimbabwe après la brouille avec les puissances occidentales.
En mars 2014, lors d'une conférence organisée par l’Autorité du fleuve Zambèze, les ingénieurs avertirent que les fondations du barrage avaient été affaiblies et qu’il y avait une possibilité de rupture de barrage, sauf si des réparations étaient réalisées.
Le 3 octobre 2014, la BBC a rapporté que « Le barrage de Kariba est dans un état dangereux. Ouvert en 1959, il a été construit sur un lit apparemment solide de basalte. Mais, durant plus de 50 années, les torrents de l'évacuateur de crues ont érodé le substrat rocheux, creusant un vaste cratère qui a sapé les fondations du barrage. Les ingénieurs avertissent désormais que sans les réparations urgentes, l'ensemble du barrage va s'effondrer. Si cela se produisait, un mur d'eau, comme un tsunami, déferlerait à travers la vallée du Zambèze, atteignant la frontière du Mozambique dans les huit heures. Le torrent submergerait le barrage de Cahora Bassa au Mozambique et mettrait à bas 40 % de la capacité hydroélectrique de l'Afrique australe. En plus de la dévastation de la faune dans la vallée, l'Autorité du fleuve Zambèze estime que la vie de 3,5 millions de personnes est en danger ».
En juin 2015, l’Institut de gestion du risque d’Afrique du Sud acheva un rapport d’évaluation de risque intitulé Impact de la rupture du barrage de Kariba. Il conclut : « Pendant que nous pouvons débattre des questions si, pourquoi et quand le barrage de Kariba se rompra, il n’y a aucun doute que l’impact dans la région serait dévastateur. »
En janvier 2016, le niveau d’eau dans la retenue avait baissé à 12 % de la capacité. Il tomba de 5,58 m, soit seulement 1,75 m au-dessus du niveau inférieur de la tranche utile. La faiblesse des précipitations et la surexploitation énergétique ont laissé la retenue presque vide, faisant entrevoir la perspective d’une pénurie d’eau au Zimbabwe et en Zambie.
En juillet et septembre 2018, le Lusaka Times rapporta le début des travaux sur le bassin d’amortissement et sur les fissures dans la voûte,.
Le 22 février 2019, l’agence Bloomberg rapporta : « La Zambie a réduit la production hydroélectrique au barrage de Kariba à cause de la chute rapide du niveau d’eau de la retenue [mais] n’envisage pas de coupures d’électricité suite à des pénuries. ». Le 5 août 2019, la même agence signala que la retenue était presque vide, et que la Zambie pourrait devoir arrêter la production hydroélectrique.
En novembre 2022, le niveau bas extrême du lac de retenue contraint à l'arrêt de la centrale jusqu'en janvier 2023.

## Production d'électricité
Le barrage de Kariba fournit 1 319 MW d'électricité à certaines régions de la Zambie (Copperbelt) et au Zimbabwe et génère 6 400 GWh (23 PJ) par an. Chaque pays a sa propre centrale hydroélectrique sur la rive nord et au sud du barrage. La centrale sud appartenant au Zimbabwe fut mise en service en 1960 et dispose de six générateurs d'une capacité de 125 MW, soit une puissance totale de 750 MW. 
La centrale nord appartenant à la Zambie fut mise en service en 1976, et disposait de quatre générateurs de 153,5 MW, soit une puissance totale de 614 MW.

## Impacts

### Déplacement de la population et réinstallation
Plusieurs milliers de grands animaux menacés par la montée des eaux furent secourus par l'opération Noah.
La création du réservoir mena à la réinstallation forcée d'environ 57 000 Tonga vivant le long du Zambèze à la fois en Rhodésie du Nord et en Rhodésie du Sud. Dans « l'ombre du barrage », un compte rendu de première main écrit dans les années 1960, David Armine Howarth faisait référence à la situation en Rhodésie du Nord: « Tout ce que peut faire un gouvernement sur un maigre budget est en train d’être fait. Des jardins modèles ont été plantés, pour essayer d'enseigner aux Tonga des méthodes agraires plus sensibles, et d'essayer de trouver des cultures de rente qu’ils pourraient développer. Le terrain accidenté a été labouré suivant les contours de la crête pour se prémunir contre l'érosion. Dans le Sinazongwe, un jardin irrigué abritait la culture prodigieuse de papayes, de bananes, d’oranges, de citrons, de légumes, et avait démontré que les restes de la vallée pourraient être rendu prolifiques si seulement de l'argent pouvait être trouvé pour l'irrigation. Des marchés de coopératives furent organisés, et les Tonga apprirent à les faire fonctionner. Des entrepreneurs Tonga reçurent des prêts pour s’établir comme agriculteurs. Plus d’écoles furent construites que les Tonga n’eurent jamais auparavant, et la plupart des Tonga étaient désormais à proximité des dispensaires et des hôpitaux ».
Il y a beaucoup de points de vue différents sur la façon dont l'aide à la réinstallation fut attribuée à la tribu déplacée. L'anthropologue Thayer Scudder, qui avait étudié ces communautés depuis la fin des années 1950, estimait qu’« Aujourd'hui, la plupart sont encore des réfugiés du développement. Beaucoup vivent dans des zones moins productives, sujettes à des problèmes, dont certaines ont été si gravement dégradées durant la dernière génération qu'elles ressemblent à des terres au bord du désert du Sahara ».

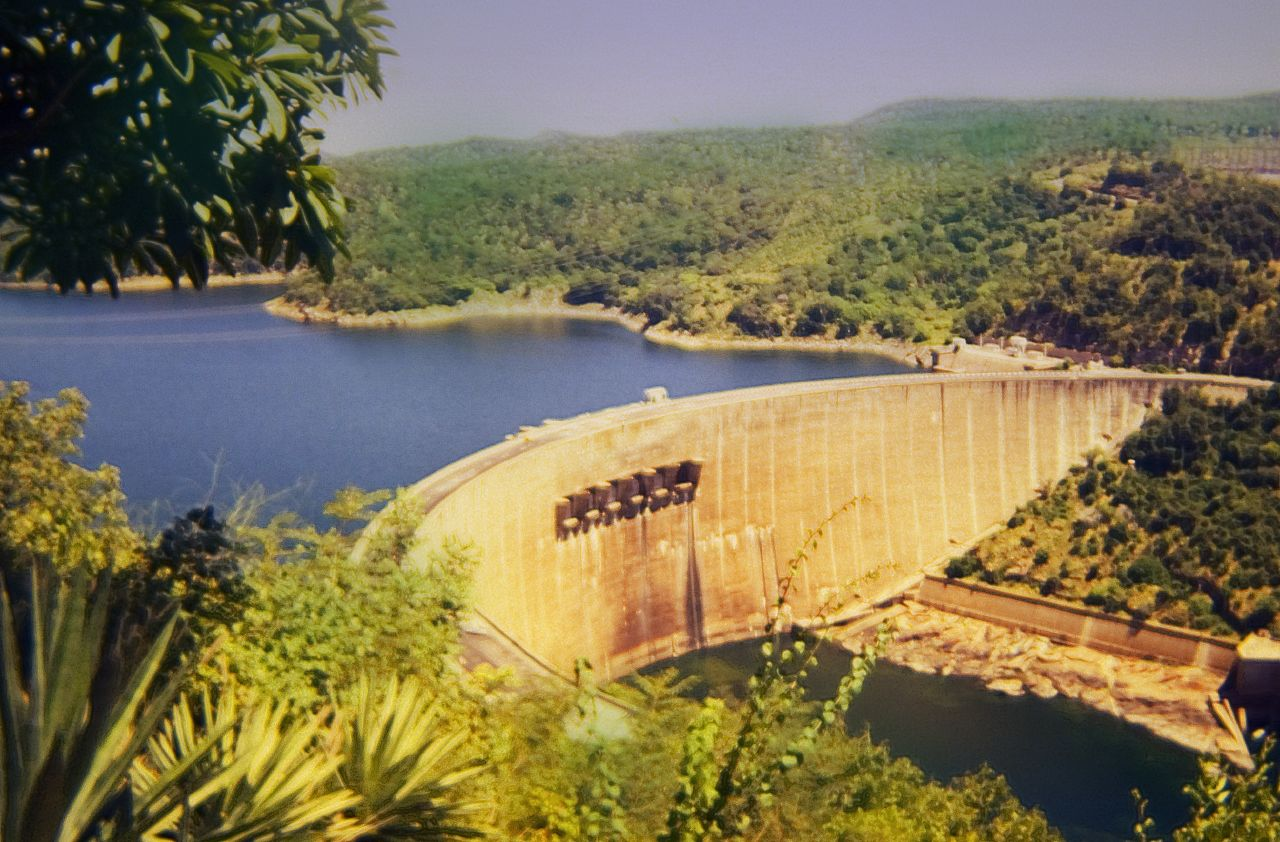
Le barrage vu du Zimbabwe.

Dans leur quête pour restaurer leur vie et obtenir justice, les Tonga formèrent leur propre groupe de défense en 2000, la Basilwizi Trust.
Un livre publié en 2005, Deep Water par Jacques Leslie, axé sur le sort des personnes réinstallées par le barrage, juge que la situation a peu changé. Kariba reste la pire réinstallation à cause d’un barrage de l'histoire africaine.

### Impacts environnementaux
De 1960 à 1961, l'opération Noah permit de capturer et de déplacer environ 6 000 grands animaux et de nombreux petits, menacés par la montée des eaux du lac. Cependant, le barrage de Kariba contrôle 90 % de l'écoulement total du fleuve Zambèze, modifiant ainsi de façon spectaculaire l'écologie en aval.